# Hartmannstraße 26a, 26b (Bad Kissingen)

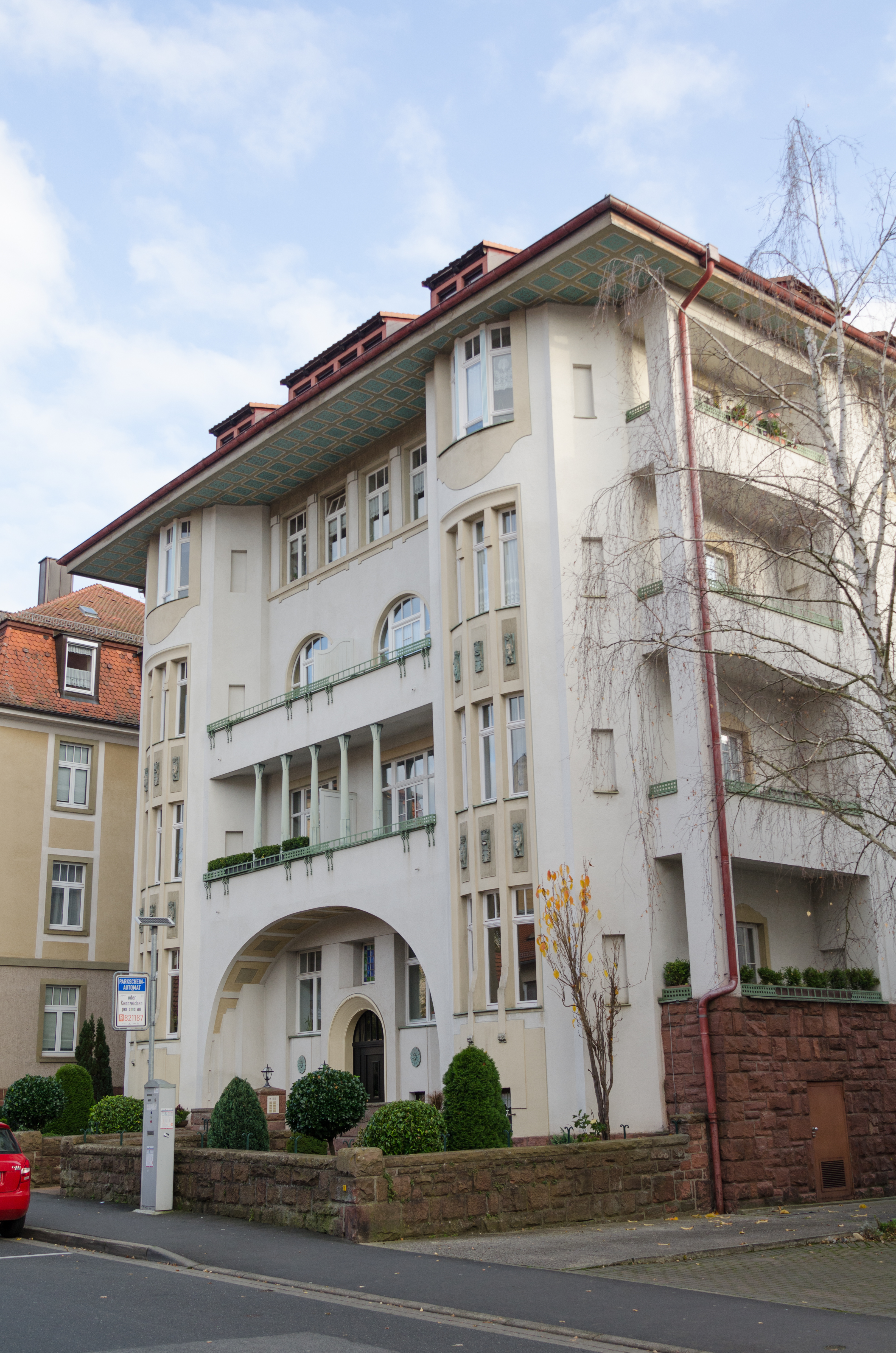
Hartmannstraße 26a, 26b
in Bad Kissingen

Das Anwesen Hartmannstraße 26a, 26b in der Hartmannstraße in Bad Kissingen, der Großen Kreisstadt des unterfränkischen Landkreises Bad Kissingen, gehört zu den Bad Kissinger Baudenkmälern und ist unter der Nummer D-6-72-114-19 in der Bayerischen Denkmalliste registriert.

## Geschichte
Das Mietshaus wurde um das Jahr 1910 vom Berliner Architekten Heinrich Möller im Jugendstil errichtet. Bei dem Anwesen handelt es sich um einen viergeschossigen Massivbau mit Walmdach, Risaliten und mittiger Säulenloggia über einem Korbbogen.
Mit seinem großstädtisch-fortschrittlichen Zug unterscheidet sich dieses Anwesen – wohl unter dem Einfluss der Herkunft des Architekten – vom sonstigen privaten Bauen in der Zeit vor dem Ersten Weltkrieg, das in Bad Kissingen ansonsten selten über die Grenzen der Baumeisterarchitektur hinausgeht. Elemente wie die weit über die Hausfront reichende Dachuntersicht, die seitlichen, mit Fenstern gegliederten Risalite und die auf einem breiten Korbbogen ruhende Säulenloggia sind ansonsten charakteristisch für Hausbauten in Großstädten. Heinrich Möller veröffentlichte das von ihm errichtete Bauwerk in der Neudeutschen Bauzeitung.
Zu dem Anwesen gehört eine Vorgarteneinfriedung mit Hausteinverkleidung.